# Tscharka
Der Tscharka (russisch чарка), auch Czarke(n) in der älteren Literatur, war ein kleines russisches Volumen- und Flüssigkeitsmaß und steht in anderer Beziehung für den Behälter Becher. Ab 1820 wurde der Wedro gesetzlich in 10 Kruschka geteilt. Vor diesem Datum  war die Teilung mit 8 Kruschka/Osmuschki, was sich auf den Tscharka auswirkte.
vor 1820
- 1 Tscharka = 7 3/80 Pariser Kubikzoll = etwa 0,11 Liter
- 1 Wedro = 8 Kruschki/Osmuschki = 88 Tscharka
- 1 Faß/Sorokowoi = 3520 Tscharka
- 1 Kruschka = 80 Pariser Kubikzoll = 1 ⅛ Wiener Maß

ab 1820
- 1 Tscharka = 2 Tschkalik =  rund 0,123 l
- 1 Tscharka = 1/10 Kruschka
- 1 Wedro/Eimer = 10 Kruschka = 100 Tscharka = 610 Pariser Kubikzoll = 12,2989 Liter (nach[2] nur 80 Tscharka)